# Oscar de Burbure de Wesembeek
Oscar de Burbure de Wesembeek (Gent, 25 juli 1842 - Wezembeek, 26 maart 1915) was een Belgisch edelman en componist.

## Familie
Oscar Edouard Faustin Marie de Burbure de Wesembeek was een telg uit de adellijke Brabantse familie De Burbure de Wesembeek. Zijn vader was ridder Gustave de Burbure de Wesembeek (1815-1893). Zijn moeder was Sidonie Verhaeghe (Gent 1820-1845) die stierf toen hij amper drie was en een broer van twee en een pasgeboren zus had.

## Levensloop
Hij bracht het grootste deel van zijn leven door op het familielandgoed in Wezembeek. Hij werd in 1891 burgemeester van de gemeente en bleef dit 24 jaar.
In 1867 trouwde hij in Brugge met Julienne van Zuylen van Nyevelt (1847-1893) uit de bekende Brugse familie Van Zuylen van Nyevelt. Haar vader was Jean-Jacques van Zuylen van Nyevelt (1801-1875) en haar moeder Marie-Christine d'Hanins de Moerkerke de Warnave (1819-1873). Ze was een achterkleindochter van schepen en algemeen postmeester Jean-Bernard van Zuylen van Nyevelt en van Isabelle du Bois. 
Het echtpaar De Burbure-Van Zuylen kreeg drie kinderen. Twee stierven korte tijd na de geboorte. De oudste, die overleefde, Marguerite (1868-1950) bereikte de volwassen leeftijd en trouwde met haar volle neef, Edouard de Burbure de Wesenbeek (1868-1951), met wie ze in Roemenië ging leven. 
De Burbure was actief in de Brusselse Burgerwacht. Hij werd in 1884 luitenant-adjunct-majoor van het bataljon in Sint-Stevens-Woluwe. Hij stichtte en werd erevoorzitter van de Maatschappij van oud-militairen in Wezembeek.
In 1902 werd het kasteel van Wezembeek, ook kasteel de Burbure genoemd, door brand geteisterd. Oscar de Burbure liet het herbouwen.

## Musicus
Oscar de Burbure groeide op in een muzikale omgeving, met een vader en een oom die componist waren. Hij kreeg muziekonderricht van Edgar Tinel en werd een begaafd pianist. Hij was betrokken bij:
- de Harmonie Sint-Cecilia in Wezembeek
- de Grote Harmonie van Brussel
- de Maatschappij der Melomanen in Gent
- de maatschappij L'Orphéon in Brussel
- de fanfare Kunst en Vaderland in Wezembeek, die hij vaak dirigeerde

## Composities
De Burbure componeerde talrijke muziekstukken voor fanfare en harmonie.
Van hem zijn volgende liederen bekend (uitgegeven door het Willemsfonds):
- Aimez votre prochain (1866), op tekst van Adolphe Siret
- De nacht (1872) op tekst van A. V. Bultinck
- Vaderlandsch Gebed (1890) op tekst van Prudens Van Duyse
- Mijn Vaderland (1902) op tekst van H. I. Reyns